# Centrale nucléaire de Davis-Besse
La centrale nucléaire de Davis-Besse est située sur la côte sud-ouest du lac Érié près de Oak Harbor dans l'Ohio.

## Description
La centrale est équipée d'un seul réacteur dont la construction avait débuté en 1970.

Le réacteur est un réacteur à eau pressurisée (REP) de 873 MWe construit par 
Babcock and Wilcox. Le réacteur a été arrêté de 2002 à 2004 pour des réparations liées à la sûreté et des améliorations.

À l'origine la centrale appartenait conjointement à Cleveland Electric Illuminating (CEI) et à Toledo Edison (TE). En 2006, elle est exploitée par la compagnie FirstEnergy Nuclear Operating une filiale de FirstEnergy Corp. 

Le nom de la centrale est formé des deux noms des anciens présidents de TE (John K. Davis) et de CEI (Ralph M. Besse).

D'après la NRC (Nuclear Regulatory Commission), Davis-Besse a été à l'origine de deux des cinq plus dangereux incidents qui se sont produits aux États-Unis depuis 1979.

## Historique des incidents

### 1985
En 1985, les deux principales pompes utilisées pour alimenter les générateurs de vapeur se sont arrêtées, la première à la suite d'une défaillance électronique du système de contrôle de la turbine, la deuxième à la suite d'un signal de surrégime lorsqu'elle tentait de compenser l'arrêt de la première pompe. 

Un opérateur de la salle de commande a alors tenté de démarrer les pompes d'alimentation de secours mais ces pompes ont fonctionné en survitesse par erreur de l'opérateur. En se basant sur la probabilité de fusion du cœur, la NRC a estimé que cet incident avait été le plus dangereux depuis que Three Mile Island avait fait fondre un cœur.

### 1988
En juin 1988, la centrale a été atteinte par une tornade de niveau F2 sur l'échelle de Fujita (vents entre 180 et 250 km/h). Le poste électrique a été endommagé et le branchement extérieur déconnecté. Un arrêt automatique du réacteur a eu lieu et l'alerte a été donnée. Les générateurs diesels de secours ont alimenté les systèmes de sécurité jusqu'à la restauration de l'alimentation externe.

### 2002
En mars 2002, on a découvert que l'acide borique avait dissous localement une grande partie de l'épaisseur des traversées du couvercle de la cuve.
Une brèche aurait pu inonder l'enceinte du réacteur avec de l'eau radioactive, endommager les équipements et éventuellement causer des dommages au combustible ; ladite brèche n'était à l'évidence pas prévue dans l'analyse événementielle de sûreté du réacteur. Le réacteur a été arrêté pour deux ans, au cours desquels de nouveaux défauts ont été découverts ce qui correspond à une augmentation du risque d'endommagement du combustible.
La NRC précise dans son rapport de 2004 que l'ensemble de ces incidents avaient 0,6 % de chances d'endommager le cœur du réacteur sur la période d'un an où ils se sont produits (de 2001 à 2002). D'autre part la NRC précise également que la structure de confinement de la centrale ainsi que les autres dispositifs de sûreté auraient de toute façon empêché un hypothétique accident de porter atteinte à la santé publique et la sûreté de la population.
Cet incident a été classé le 5e plus dangereux par la NRC, qui l'a également classé au niveau 3 de l'échelle INES.
Après des réparations et des améliorations qui ont coûté 600 millions $, le réacteur a pu redémarrer en 2004 et FirstEnergy a du payer une amende de 5 millions $. L'entreprise a été condamnée à payer une seconde amende de 28 millions $ par le département de la Justice des États-Unis.